# Hanghomia
Hanghomia là chi thực vật có hoa trong họ Apocynaceae.